# Rio Guarajambala
Guarajambala é um rio localizado no território de Honduras, na América Central.